# Louis Pilot
Louis Pilot (ur. 11 listopada 1940 w Esch-sur-Alzette, zm. 16 kwietnia 2016 w Senningen) – luksemburski piłkarz oraz trener, reprezentant kraju. 

## Kariera piłkarska
Przygodę z futbolem rozpoczął w 1953 w Fola Esch, w której w 1957 zadebiutował w Nationaldivisioun. Po czterech latach gry w Foli, w 1961 został piłkarzem Standardu Liège. W barwach tej drużyny odnosił największe sukcesy w swojej piłkarskiej karierze. Czterokrotnie wygrywał mistrzostwo Belgii w sezonach 1962/63, 1968/69, 1969/70 i 1970/71. Dwukrotnie zdobył wraz ze Standardem Puchar Belgii w sezonach 1965/66, 1966/67. Także dwa razy dotarł do finału tych rozgrywek w latach 1964/65 oraz 1971/72. 
Dobre występy w Standardzie zostały zauważone w Luksemburgu, gdzie Pilot został czterokrotnie wybrany Piłkarzem Roku w latach 1966 oraz 1970–1972.  Dwukrotnie, w latach 1968–1969, Pilot został wybierany Sportowcem roku w Luksemburgu. Łącznie przez 11 lat gry dla Standardu Liège Pilot wystąpił w 264 spotkaniach, w których strzelił 36 bramek. 
W 1972 został piłkarzem Royal Antwerp. Jako zawodnik tej drużyny dotarł w sezonie 1974/75 do finału Pucharu Belgii. W drużynie Royal Antwerp rozegrał 71 spotkań, w których sześciokrotnie pokonywał bramkarzy rywali. Od 1975 występował w trzecioligowym Racing Jet Wavre, w którym w 1978 zakończył karierę piłkarską.
Pilot z okazji 50-lecia UEFA został w 2003 wybrany najlepszym piłkarzem Luksemburga. 
| Sezon   | Klub             | Kraj       | Rozgrywki         | Mecze | Bramki |
| ------- | ---------------- | ---------- | ----------------- | ----- | ------ |
| 1957/58 | Fola Esch        | Luksemburg | Nationaldivisioun |       |        |
| 1958/59 | Fola Esch        | Luksemburg | Éierepromotioun   |       |        |
| 1959/60 | Fola Esch        | Luksemburg | Nationaldivisioun |       |        |
| 1960/61 | Fola Esch        | Luksemburg | Nationaldivisioun |       |        |
| 1961/62 | Standard Liège   | Belgia     | Division 1        | 5     | 2      |
| 1962/63 | Standard Liège   | Belgia     | Division 1        | 23    | 5      |
| 1963/64 | Standard Liège   | Belgia     | Division 1        | 24    | 4      |
| 1964/65 | Standard Liège   | Belgia     | Division 1        | 29    | 4      |
| 1965/66 | Standard Liège   | Belgia     | Division 1        | 23    | 4      |
| 1966/67 | Standard Liège   | Belgia     | Division 1        | 29    | 0      |
| 1967/68 | Standard Liège   | Belgia     | Division 1        | 20    | 2      |
| 1968/69 | Standard Liège   | Belgia     | Division 1        | 27    | 8      |
| 1969/70 | Standard Liège   | Belgia     | Division 1        | 28    | 2      |
| 1970/71 | Standard Liège   | Belgia     | Division 1        | 27    | 2      |
| 1971/72 | Standard Liège   | Belgia     | Division 1        | 30    | 2      |
| 1972/73 | Royal Antwerp    | Belgia     | Division 1        | 28    | 2      |
| 1973/74 | Royal Antwerp    | Belgia     | Division 1        | 23    | 1      |
| 1974/75 | Royal Antwerp    | Belgia     | Division 1        | 20    | 3      |
| 1975/76 | Racing Jet Wavre | Belgia     | Derde klasse      |       |        |
| 1976/77 | Racing Jet Wavre | Belgia     | Derde klasse      |       |        |
| 1977/78 | Racing Jet Wavre | Belgia     | Derde klasse      |       |        |

## Kariera reprezentacyjna
Pilot zadebiutował w drużynie narodowej 11 listopada 1959 w meczu przeciwko Francji, przegranym 0:1. Uczestnik eliminacji do Mistrzostw Europy 1964, 1968, 1972 i 1976. 
Zagrał także eliminacjach do czterech turniejów finałowych Mistrzostw Świata. Po raz ostatni w reprezentacji zagrał 26 maja 1977 w meczu przeciwko Finlandii, przegranym 0:1. Łącznie w latach 1959–1977 Louis Pilot zagrał w 50 spotkaniach reprezentacji Luksemburga, w których strzelił 7 bramek. 
| Mecze i gole w reprezentacji | Mecze i gole w reprezentacji | Mecze i gole w reprezentacji | Mecze i gole w reprezentacji | Mecze i gole w reprezentacji | Mecze i gole w reprezentacji | Mecze i gole w reprezentacji |
| #                            | Data                         | Miasto                       | Przeciwnik                   | Gol                          | Wynik                        | Rozgrywki                    |
| ---------------------------- | ---------------------------- | ---------------------------- | ---------------------------- | ---------------------------- | ---------------------------- | ---------------------------- |
| 1.                           | 11.11.1959                   | Dijon                        | Francja                      |                              | 0:1                          | El. IO 1960                  |
| 2.                           | 27.03.1960                   | Luksemburg                   | Szwajcaria                   |                              | 0:0                          | El. IO 1960                  |
| 3.                           | 10.04.1960                   | Luksemburg                   | Francja                      | Gol                          | 5:3                          | El. IO 1960                  |
| 4.                           | 13.04.1960                   | Bazylea                      | Szwajcaria                   |                              | 2:2                          | El. IO 1960                  |
| 5.                           | 11.09.1963                   | Amsterdam                    | Holandia                     |                              | 1:1                          | El. ME 1964                  |
| 6.                           | 30.10.1963                   | Rotterdam                    | Holandia                     |                              | 1:2                          | El. ME 1964                  |
| 7.                           | 04.12.1963                   | Luksemburg                   | Dania                        | Gol                          | 3:3                          | El. ME 1964                  |
| 8.                           | 10.12.1963                   | Kopenhaga                    | Dania                        |                              | 2:2                          | El. ME 1964                  |
| 9.                           | 18.12.1963                   | Amsterdam                    | Dania                        |                              | 0:1                          | El. ME 1964                  |
| 10.                          | 03.05.1964                   | Luksemburg                   | Belgia                       |                              | 0:1                          | towarzyski                   |
| 11.                          | 20.09.1964                   | Belgrad                      | Jugosławia                   |                              | 1:3                          | El. MŚ 1966                  |
| 12.                          | 04.10.1964                   | Luksemburg                   | Francja                      |                              | 0:2                          | El. MŚ 1966                  |
| 13.                          | 28.02.1965                   | Luksemburg                   | Belgia                       | Gol                          | 2:2                          | towarzyski                   |
| 14.                          | 19.09.1965                   | Luksemburg                   | Jugosławia                   | Gol · Gol                    | 2:5                          | El. MŚ 1966                  |
| 15.                          | 06.11.1965                   | Marsylia                     | Francja                      | Gol                          | 1:4                          | El. MŚ 1966                  |
| 16.                          | 10.11.1965                   | Namur                        | Belgia                       |                              | 1:2                          | towarzyski                   |
| 17.                          | 23.10.1966                   | Verviers                     | Belgia                       | Gol                          | 1:5                          | towarzyski                   |
| 18.                          | 17.01.1967                   | Akwizgran                    | RFN                          |                              | 0:2                          | towarzyski                   |
| 19.                          | 19.03.1967                   | Luksemburg                   | Belgia                       |                              | 0:5                          | El. ME 1968                  |
| 20.                          | 16.04.1967                   | Luksemburg                   | Polska                       |                              | 0:0                          | El. ME 1968                  |
| 21.                          | 22.10.1967                   | Luksemburg                   | Hiszpania                    |                              | 1:1                          | towarzyski                   |
| 22.                          | 22.11.1967                   | Brugia                       | Belgia                       |                              | 0:3                          | El. ME 1968                  |
| 23.                          | 23.12.1967                   | Paryż                        | Francja                      |                              | 1:3                          | El. ME 1968                  |
| 24.                          | 04.09.1968                   | Rotterdam                    | Holandia                     |                              | 0:2                          | El. MŚ 1970                  |
| 25.                          | 20.11.1968                   | Kopenhaga                    | Dania                        |                              | 1:5                          | towarzyski                   |
| 26.                          | 08.12.1968                   | Luksemburg                   | Belgia                       |                              | 0:1                          | towarzyski                   |
| 27.                          | 26.03.1969                   | Rotterdam                    | Holandia                     |                              | 0:4                          | El. MŚ 1970                  |
| 28.                          | 05.11.1969                   | Charleroi                    | Belgia                       |                              | 2:3                          | towarzyski                   |
| 29.                          | 07.12.1969                   | Luksemburg                   | Bułgaria                     |                              | 1:3                          | El. MŚ 1970                  |
| 30.                          | 09.05.1970                   | Luksemburg                   | Czechosłowacja               |                              | 0:1                          | towarzyski                   |
| 31.                          | 14.10.1970                   | Luksemburg                   | Jugosławia                   |                              | 0:2                          | El. ME 1972                  |
| 32.                          | 15.11.1970                   | Luksemburg                   | NRD                          |                              | 0:5                          | El. ME 1972                  |
| 33.                          | 24.02.1971                   | Rotterdam                    | Holandia                     |                              | 0:6                          | El. ME 1972                  |
| 34.                          | 20.05.1971                   | Luksemburg                   | Belgia                       |                              | 0:4                          | towarzyski                   |
| 35.                          | 22.10.1972                   | Esch-sur-Alzette             | Turcja                       |                              | 2:0                          | El. MŚ 1974                  |
| 36.                          | 08.04.1973                   | Luksemburg                   | Szwajcaria                   |                              | 0:1                          | El. MŚ 1974                  |
| 37.                          | 26.09.1973                   | Lucerna                      | Szwajcaria                   |                              | 0:1                          | El. MŚ 1974                  |
| 38.                          | 28.10.1973                   | Libramont-Chevigny           | Belgia                       |                              | 0:6                          | towarzyski                   |
| 39.                          | 03.09.1974                   | Luksemburg                   | RFN                          |                              | 0:5                          | towarzyski                   |
| 40.                          | 20.11.1974                   | Swansea                      | Walia                        |                              | 0:5                          | El. ME 1976                  |
| 41.                          | 08.12.1974                   | Luksemburg                   | Belgia                       |                              | 1:8                          | towarzyski                   |
| 42.                          | 16.03.1975                   | Luksemburg                   | Austria                      |                              | 1:2                          | El. ME 1976                  |
| 43.                          | 01.05.1975                   | Luksemburg                   | Walia                        |                              | 1:3                          | El. ME 1976                  |
| 44.                          | 15.10.1975                   | Wiedeń                       | Austria                      |                              | 2:6                          | El. ME 1976                  |
| 45.                          | 19.10.1975                   | Szombathely                  | Węgry                        |                              | 1:8                          | El. ME 1976                  |
| 46.                          | 22.09.1976                   | Helsinki                     | Finlandia                    |                              | 1:7                          | El. MŚ 1978                  |
| 47.                          | 16.10.1976                   | Luksemburg                   | Włochy                       |                              | 1:4                          | El. MŚ 1978                  |
| 48.                          | 10.11.1976                   | Differdange                  | Belgia                       |                              | 0:4                          | towarzyski                   |
| 49.                          | 30.03.1977                   | Londyn                       | Anglia                       |                              | 0:5                          | El. MŚ 1978                  |
| 50.                          | 26.05.1977                   | Luksemburg                   | Finlandia                    |                              | 0:1                          | El. MŚ 1978                  |

## Kariera trenerska
Przygodę z ławką trenerską rozpoczął w 1978, stając się selekcjonerem reprezentacji Luksemburga. Prowadził reprezentację podczas eliminacji do Mistrzostw Europy 1980 oraz Mistrzostw Europy 1984. Zanotował także nieudaną próbę awansu na Mistrzostwa Świata 1982 w Hiszpanii. Łącznie przez 6 lat pracy jako selekcjoner reprezentacji Luksemburga poprowadził ją w 38 spotkaniach, notując aż 35 porażek. 
W 1984 został trenerem Standardu Liège. Po roku pracy w Standardzie powrócił do Luksemburga, gdzie zaczął pracę w drużynie Etzella Ettelbruck. Prowadził ten zespół do 1988. Dwa lata później powrócił na krótko na ławce trenerską Etzelli, po czym zakończył swoją pracę jako szkoleniowiec. 
| Mecze reprezentacji Luksemburga prowadzone przez Louisa Pilota | Mecze reprezentacji Luksemburga prowadzone przez Louisa Pilota | Mecze reprezentacji Luksemburga prowadzone przez Louisa Pilota | Mecze reprezentacji Luksemburga prowadzone przez Louisa Pilota | Mecze reprezentacji Luksemburga prowadzone przez Louisa Pilota | Mecze reprezentacji Luksemburga prowadzone przez Louisa Pilota | Mecze reprezentacji Luksemburga prowadzone przez Louisa Pilota |
| #                                                              | Data                                                           | Miasto                                                         | Przeciwnik                                                     | Wynik                                                          | Rozgrywki                                                      |                                                                |
| -------------------------------------------------------------- | -------------------------------------------------------------- | -------------------------------------------------------------- | -------------------------------------------------------------- | -------------------------------------------------------------- | -------------------------------------------------------------- | -------------------------------------------------------------- |
| 1.                                                             | 07.10.1978                                                     | Luksemburg                                                     | Francja                                                        | 1:3                                                            | El. ME 1980                                                    |                                                                |
| 2.                                                             | 25.02.1979                                                     | Paryż                                                          | Francja                                                        | 0:3                                                            | El. ME 1980                                                    |                                                                |
| 3.                                                             | 01.05.1979                                                     | Luksemburg                                                     | Czechosłowacja                                                 | 0:3                                                            | El. ME 1980                                                    |                                                                |
| 4.                                                             | 07.06.1979                                                     | Malmö                                                          | Szwecja                                                        | 0:3                                                            | El. ME 1980                                                    |                                                                |
| 5.                                                             | 16.10.1979                                                     | Koblencja                                                      | RFN                                                            | 0:9                                                            | towarzyski                                                     |                                                                |
| 6.                                                             | 23.10.1979                                                     | Esch-sur-Alzette                                               | Szwecja                                                        | 1:1                                                            | El. ME 1980                                                    |                                                                |
| 7.                                                             | 24.11.1979                                                     | Praga                                                          | Czechosłowacja                                                 | 0:4                                                            | El. ME 1980                                                    |                                                                |
| 8.                                                             | 27.02.1980                                                     | Bruksela                                                       | Belgia                                                         | 0:5                                                            | towarzyski                                                     |                                                                |
| 9.                                                             | 26.03.1980                                                     | Esch-sur-Alzette                                               | Urugwaj                                                        | 0:1                                                            | towarzyski                                                     |                                                                |
| 10.                                                            | 01.05.1980                                                     | Medan                                                          | Tajlandia                                                      | 1:0                                                            | Marah Halim Cup                                                |                                                                |
| 11.                                                            | 09.05.1980                                                     | Medan                                                          | Korea Południowa                                               | 3:2                                                            | Marah Halim Cup                                                |                                                                |
| 12.                                                            | 11.05.1980                                                     | Medan                                                          | Japonia                                                        | 0:1                                                            | Marah Halim Cup                                                |                                                                |
| 13.                                                            | 13.05.1980                                                     | Medan                                                          | Mjanma                                                         | 0:2                                                            | Marah Halim Cup                                                |                                                                |
| 14.                                                            | 14.05.1980                                                     | Medan                                                          | Korea Południowa                                               | 0:3                                                            | Marah Halim Cup                                                |                                                                |
| 15.                                                            | 10.09.1980                                                     | Luksemburg                                                     | Jugosławia                                                     | 0:5                                                            | El. MŚ 1982                                                    |                                                                |
| 16.                                                            | 04.10.1980                                                     | Luksemburg                                                     | Stany Zjednoczone                                              | 0:2                                                            | towarzyski                                                     |                                                                |
| 17.                                                            | 11.10.1980                                                     | Luksemburg                                                     | Włochy                                                         | 0:2                                                            | El. MŚ 1982                                                    |                                                                |
| 18.                                                            | 19.11.1980                                                     | Kopenhaga                                                      | Dania                                                          | 0:4                                                            | El. MŚ 1982                                                    |                                                                |
| 19.                                                            | 28.01.1981                                                     | Saloniki                                                       | Grecja                                                         | 0:2                                                            | El. MŚ 1982                                                    |                                                                |
| 20.                                                            | 11.03.1981                                                     | Luksemburg                                                     | Grecja                                                         | 0:2                                                            | El. MŚ 1982                                                    |                                                                |
| 21.                                                            | 01.05.1981                                                     | Luksemburg                                                     | Dania                                                          | 1:2                                                            | El. MŚ 1982                                                    |                                                                |
| 22.                                                            | 22.09.1981                                                     | Luksemburg                                                     | RFN                                                            | 0:1                                                            | towarzyski                                                     |                                                                |
| 23.                                                            | 14.10.1981                                                     | Walencja                                                       | Hiszpania                                                      | 0:3                                                            | towarzyski                                                     |                                                                |
| 24.                                                            | 21.11.1981                                                     | Nowy Sad                                                       | Jugosławia                                                     | 0:5                                                            | El. MŚ 1982                                                    |                                                                |
| 25.                                                            | 05.12.1981                                                     | Neapol                                                         | Włochy                                                         | 0:1                                                            | El. MŚ 1982                                                    |                                                                |
| 26.                                                            | 27.04.1982                                                     | Esch-sur-Alzette                                               | Francja                                                        | 0:1                                                            | towarzyski                                                     |                                                                |
| 27.                                                            | 09.10.1982                                                     | Luksemburg                                                     | Grecja                                                         | 0:2                                                            | El. ME 1984                                                    |                                                                |
| 28.                                                            | 10.11.1982                                                     | Luksemburg                                                     | Dania                                                          | 1:2                                                            | El. ME 1984                                                    |                                                                |
| 29.                                                            | 15.12.1982                                                     | Londyn                                                         | Anglia                                                         | 0:9                                                            | El. ME 1984                                                    |                                                                |
| 30.                                                            | 27.03.1983                                                     | Luksemburg                                                     | Węgry                                                          | 2:6                                                            | El. ME 1984                                                    |                                                                |
| 31.                                                            | 17.04.1983                                                     | Budapeszt                                                      | Węgry                                                          | 2:6                                                            | El. ME 1984                                                    |                                                                |
| 32.                                                            | 12.10.1983                                                     | Kopenhaga                                                      | Dania                                                          | 0:6                                                            | El. ME 1984                                                    |                                                                |
| 33.                                                            | 16.11.1983                                                     | Luksemburg                                                     | Anglia                                                         | 0:4                                                            | El. ME 1984                                                    |                                                                |
| 34.                                                            | 14.12.1983                                                     | Pireus                                                         | Grecja                                                         | 0:1                                                            | El. ME 1984                                                    |                                                                |
| 35.                                                            | 29.02.1984                                                     | Luksemburg                                                     | Hiszpania                                                      | 0:1                                                            | towarzyski                                                     |                                                                |
| 36.                                                            | 11.03.1984                                                     | Esch-sur-Alzette                                               | Turcja                                                         | 1:3                                                            | towarzyski                                                     |                                                                |
| 37.                                                            | 01.05.1984                                                     | Ettelbruck                                                     | Norwegia                                                       | 0:2                                                            | towarzyski                                                     |                                                                |
| 38.                                                            | 09.06.1984                                                     | Luksemburg                                                     | Portugalia                                                     | 1:2                                                            | towarzyski                                                     |                                                                |

## Sukcesy

### Klubowe
Standard Liège
- Mistrzostwo Belgii (4): 1962/63, 1968/69, 1969/70, 1970/71
- Puchar Belgii (2): 1965/66, 1966/67
- Finał Pucharu Belgii (2): 1964/65, 1971/72

Royal Antwerp
- Finał Pucharu Belgii (1): 1974/75

### Indywidualne
- Piłkarz Roku w Luksemburgu (4): 1966, 1970, 1971, 1972
- Sportowiec roku w Luksemburgu (2): 1968, 1969
- Najlepszy piłkarz Luksemburga z okazji 50-lecia UEFA: 2003